# Саат кула (Ресен)
Саат кула (на македонска литературна норма: Саат-кула) е бивша часовниковата кула в град Ресен, Република Македония.

## История
Кулата е изградена, когато градът е в рамките на Османската империя, но няма запазени данни за точното време. Била е разположена в центъра на града, на чаршията. Изгаря по време на Младотурската революция през юли 1908 година, когато майор Ахмед Ниязи бей запалва чаршията.